# Облов, Александр Степанович
Александр Степанович Облов (22 декабря 1934 — 20 ноября 2017) — российский дипломат.

## Биография
Окончил Московский институт востоковедения (1954), МГИМО МИД СССР (1961) и курсы повышения квалификации в Высшей дипломатической школе МИД СССР (1974). Владел персидским, дари и английским языками.
В 1958—1964 годах — референт-переводчик в составе группы военных специалистов в Афганистане.
В 1964—1968 годах — референт, заведующий отделом Азии и Африки в Управлении внешних сношений Министерства культуры СССР.
С 1968 года — представитель Союза советских обществ дружбы (ССОД) в Посольстве СССР в Афганистане.
В 1974—1979 годах — первый секретарь Посольства СССР в Афганистане.
В 1979—1981 годах — первый секретарь Отдела стран Среднего Востока МИД СССР.
В 1981—1985 годах — советник, советник-посланник Посольства СССР в Афганистане.
В 1985—1990 годах — эксперт, заведующий сектором отдела стран Среднего Востока МИД СССР.
В 1990—1992 годах — советник-посланник Посольства СССР в Афганистане.
В 1992—1993 годах — старший советник Департамента Западной и Южной Азии МИД России.
В 1993—1999 годах — посол по особым поручениям МИД России.
С 6 августа 1999 по 24 сентября 2004 года — Чрезвычайный и полномочный посол Российской Федерации в Эритрее.
С ноября 2001 года — посол по особым поручениям, специальный представитель министра иностранных дел России в Афганистане.

## Дипломатический ранг
- Чрезвычайный и полномочный посланник 2 класса (5 июля 1990)[3].
- Чрезвычайный и полномочный посланник 1 класса (16 октября 1992)[4].
- Чрезвычайный и полномочный посол (20 июня 1994)[5].

## Награды
- Орден Дружбы народов
- Орден «Знак Почёта»
- Орден «За личное мужество»
- Медаль «Ветеран труда»
- Медаль ордена «За заслуги перед Отечеством» II степени (14 ноября 2002) — За активное участие в реализации  внешнеполитического курса Российской Федерации и многолетнюю добросовестную работу[6].